# Бондар Євген Вікторович
Бондар Євген Вікторович (нар. 14 січня 1989 року, Кочережки, Павлоградський район, Дніпропетровська область, УРСР) — український актор театру і кіно.

## Біографія
Актор народився 14 січня 1989 року в селі Кочережки Павлоградського району Дніпропетровської області. Батько — Віктор Олександрович — інженер (пішов з життя, коли Євген навчався в третьому класі), мати — Наталія Іванівна — ветеринар. Закінчив Кочерезьку загальноосвітню школу та Дніпропетровський театрально-художній коледж (курс Зої Селенкової). Підвищуючи кваліфікацію, заочно закінчив Національну академію керівних кадрів культури і мистецтв.
З акторським мистецтвом поріднився випадково. В ЗОШ ставили постановку для огляду творчого потенціалу шкіл району. Комісія відмітила гарну гру хлопця, складалося враження, що він навчався акторства. Викладач, що готував постановку, дав пораду юнаку втупати до театрального коледжу, до якої Євген і дослухався.
Приїхати до театру Чернігова після навчання запросив друг, який вже працював у цьому місті.
З 2008 року працює актором в Чернігівському обласному академічному українському музично-драматичному театрі ім. Т. Шевченка. Також веде театральну студію та викладає в Чернігівській міській школі мистецтв.

## Творчість
Про професію:
| Ліві лапки | Театр, у першу чергу, має бути живим. Глядачі приходять за емоціями і більше не прийдуть, якщо не повірять тим, хто грає на сцені. Моя професія — кожного вечора розкривати душу перед аудиторією, бо інакше немає сенсу показувати виставу, яку нецікаво дивитися. Сподіваюся, що не скоро відчую емоційне спустошення. Бо коли глядач аплодує в кінці вистави, він віддає назад енергію, якою актори надихаються на подальшу роботу. | Праві лапки |

| Ліві лапки | Є досить цікава ілюстрація нашої професії: дитяча гойдалка, де на одній стороні глядачі, а на іншій — актор над прірвою. Якщо не буде глядачів, то актор впаде. Думаю, це красномовно підкреслює, на скільки ми залежимо від поціновувачів нашої творчості. | Праві лапки |

### Ролі в театрі
Чернігівський обласний академічний український музично-драматичний театр імені Тараса Шевченка (2008 — …)
Художній керівник - головний режисер театру — заслужений артист України Андрій Бакіров.
Режисер-постановник — заслужений діяч мистецтв України Віра Тимченко.
1. «Слуга двох панів»[ru] (Карло Гольдоні, постановка В. Тимченко) — Труфальдіно, Слуга;
2. «Безумний день, або Весілля Фігаро» (П'єр Бомарше, постановка А. Бакірова) — Фігаро;
3. «Комедія помилок» (Вільям Шекспір, постановка А. Бакірова) — Антіфол Ефеський, Антіфол Сіракузький;
4. «Циганка Аза» (Михайло Старицький, постановка В. Тимченко) — Василь;
5. «Комедія про… сенс існування» (Володимир Рудов, постановка Тетяни Шумейко) — Петро;
6. «Ніч перед Різдвом» (Микола Гоголь, діалоги М. Старицького, постановка А. Бакірова) — Вакула;
7. «Вій. Докудрама» (за мотивами повісті Миколи Гоголя, постановка А. Бакірова) — Коля;
8. «Перемудрували» (за п'єсою Марка Кропивницького «Пошились у дурні», постановка В. Тимченко) — Антон;
9. «Наше містечко» (Торнтон Уайлдер, постановка А. Бакірова) — житель містечка;
10. «Смішні гроші» (Рей Куні[ru], постановка А. Бакірова) — Девенпорт;
11. «Каліка із острова Інішмаан»[ru] (Мартін Макдона, постановка А. Бакірова) — Бартлі;
12. «ЖАДOFF» (За п'єсою Олександра Островського «Доходне місце»[ru]) — Онисим Бєлогубов;
13. «Кайдашева сім'я» (інсценізація О. Корнієнка за повістю Івана Нечуя-Левицького, постановка В. Тимченко) — Ведучий;
14. «Одержима» (Леся Українка, постановка Олександра Лаптія) — Чоловік;
15. «Бука» (Михайло Супонін, постановка Ольги Ясинської) — Вовк;
16. «Чарівна лампа Алладіна» (Саша Лихий, постановка Миколи Карасьова) — Мухрад;
17. «Неймовірні пригоди Тузика» (Юрий Васюк, постановка Тетяни Шумейко) — Вовк;
18. «Веселий маскарад» (Володимир Орлов, Семен Коган, постановка В. Тимченко) — Ведмідь;
19. «Снігова королева» (Є.Шварц за казкою Г.-К. Андерсена, постановка Сергія Кузика) — Принц.

### Відзнаки
На Х фестивалі комедії «Золоті оплески Буковини»-2015, що проходить щорічно в Чернівцях, отримав спеціальну відзнаку журі фестивалю «Майбутнє української сцени»  за роль Антіфола у виставі «Комедія помилок» (В. Шекспір).
На ХІІ фестивалі комедії «Золоті оплески Буковини»-2017 отримав відзнаку "За найкращу головну чоловічу роль"  у виставі "Комедія про… сенс існування" за роль Петра.

### Співпраця з ЧОУНБ ім. В.Г. Короленка
Колектив ЧОАУМДТ ім. Т. Шевченка активно співпрацює з культурно-просвітницьким та науково-методичним центром області — Чернігівською обласною універсальною науковою бібліотекою ім. В.Г. Короленка.
6 листопада 2017 року в рамках проекту «Театр в бібілотеці» відбулася творча зустріч-знайомство з актором Євгеном Бондарем.
|  |  |  |  |

## Цікаві факти
За час роботи в театрі відбулося багато постановок, але поки що найцікавіше актору було працювати над роллю Антіфола в «Комедії помилок» (В. Шекспір), бо довелося грати двох протилежних за характером людей в одній виставі.
Настільна книга: «На Західному фронті без змін» Е. М. Ремарка.
Улюблені цитати:
| Ліві лапки | Якщо хоча б одна людина на планеті вміє щось робити, то цьому можна навчити і всіх інших.. | Праві лапки |

| Ліві лапки | Найголовніше в будь-якій справі — довести її до кінця. Чингісхан. | Праві лапки |